# Selecció sexual en humans

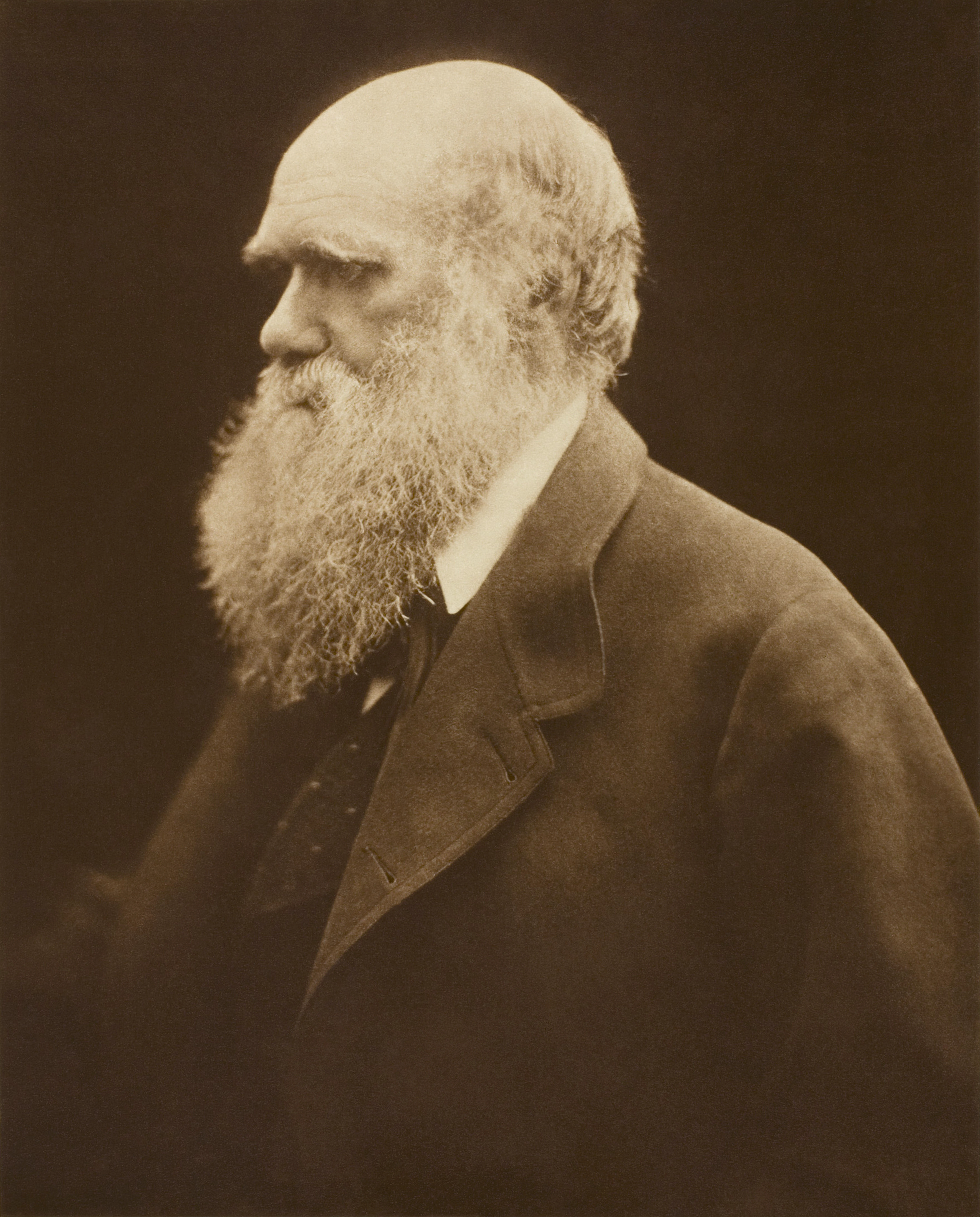
Charles Darwin va conjecturar que la barba va ser un producte de la selecció sexual en temps prehistòrics.

La selecció sexual en humans concerneix a la selecció sexual, introduït per Charles Darwin com un element de la seva teoria de la selecció natural, que descriu en quina manera la selecció sexual s'afecta a éssers humans. No s'ha establert amb fermesa el paper de la selecció sexual en l'evolució humana tot i que s'ha citat neotènia com a causa de la selecció sexual humana. També s'ha suggerit que el cervell humà és un producte de la selecció sexual, o sigui que s'ha desenvolupat com un ornament sexual per ús en festejar femelles, a canvi d'haver-se desenvolupat per la necessitat de sobreviure, i que aquest desenvolupament s'ha conformat amb el model de Fisherian runaway resumit per Ronald Fisher a la part primerenca del segle xx.

## Conjectures generals
Algunes conjectures sobre l'evolució del cervell humà sostenen que és un tret seleccionat sexualment, perquè en si mateix no donaria l'aptitud suficient quan se'l considera relativament als seus alts costos de manteniment (per exemple entre 20% i 25% de l'energia i oxigen consumat per un ésser humà).
Richard Dawkins va especular que la pèrdua del bàcul (os del penis) en els humans quan sí que es presenta en altres primats es deu a la selecció sexual per femelles que miren un indici clar de bona salut en possibles parelles. Atès que una erecció humana es recolza en un sistema de bombes hidràuliques, un fracàs en poder aconseguir una erecció és una símptoma d'avís d'hora molt sensible que revela certs problemes de salut física i mental.
No obstant això, el paper de la selecció sexual en l'evolució humana no es pot establir definitivament, una característica pot ser que resulti d'un equilibri entre pressions selectives competint entre si, algunes de la selecció sexual, altres de la selecció natural i encara unes altres de la pleiotropia. En paraules de Richard Dawkins:
| « | Quan un es nota una característica d'un animal i es demana quin és el valor de supervivència darwinística, no estigui preguntant-se la pregunta correcta. Podria ser que la característica que un es va triar no sigui el que importa. Potser s'arriva «per una fita», arrossegat a l'evolució per algun altre característica a la qual cosa està vinculat pleiotropicament." | » |

## Conjectura de la selecció sexual de Darwin

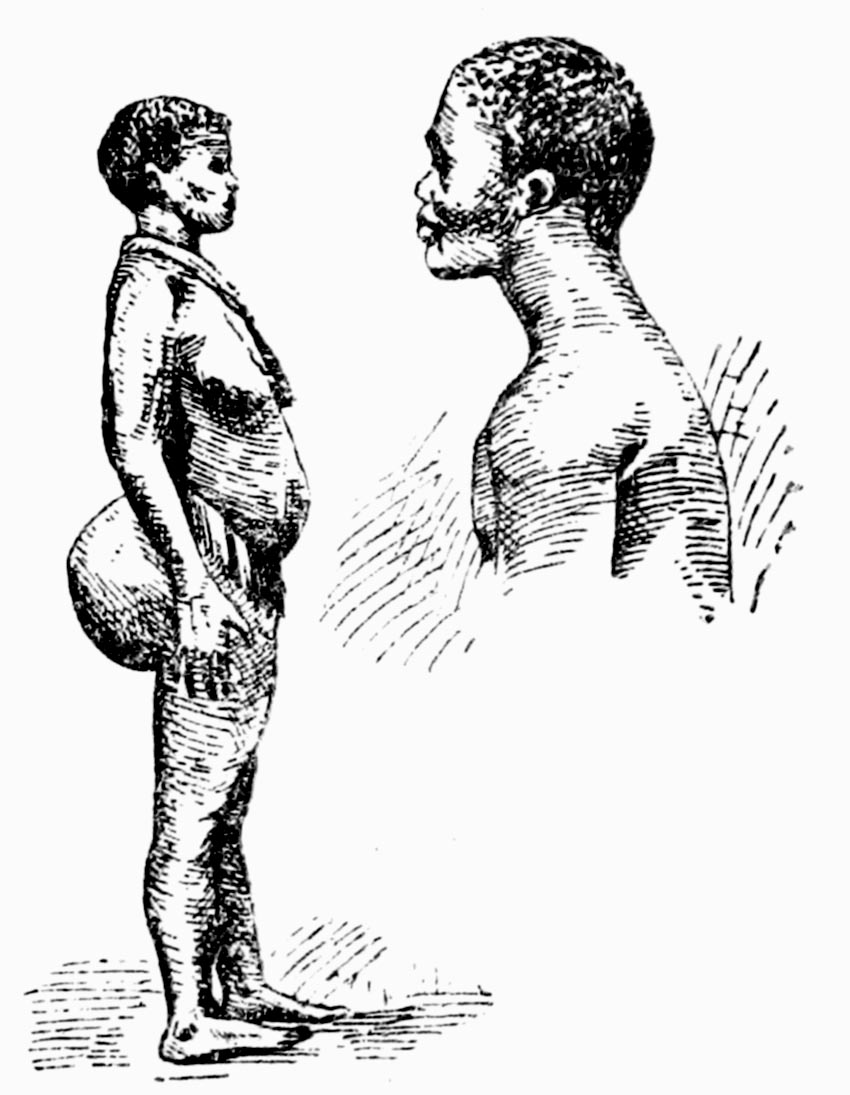
Khoisan home i dona (dibuix fet el 1900). La dona té esteatopígia.

Charles Darwin va descriure la selecció sexual com una cosa depenent de «l'avantatge que certs individus tenen per sobre d'altres del mateix sexe i espècie, només amb respecte a l'evolució». Darwin va notar que la selecció sexual és de dues formes i va concloure que les dues formes haguessin operat en éssers humans. La lluita sexual s'expressa en una de dues formes; en un dels individus del mateix sexe, generalment mascles, lluiten per allunyar o matar els seus rivals mentre en l'altra les femelles es queden passives; en l'altra, la lluita és igualment entre els individus del mateix sexe però aquest cop per excitar o per meravellar aquells del sexe oposat, generalment les femelles, els que ja no queden passives sinó que seleccionin els parells que per a elles semblin més atractius.
Charles Darwin va conjecturar que la barba d'homes, igual que la manca de pèl en éssers humans comparats amb gairebé tots els altres mamífers, va ser causada per la selecció sexual. Va raonar que, atès que els cossos de les femelles tenen menys pèl encara dels que tenen els homes, la manca de pèl en éssers humans és a causa de la selecció sexual de femelles durant un temps remot i prehistòric quan els homes van tenir poder selectiu aclaparadora, i que no obstant això va afectar homes pel correlat genètic entre els dos sexes. També va conjecturar que contrastos en la selecció sexual que actuen al mateix temps que la selecció natural van ser factors que van ressaltar en com en els éssers humans certs grups aïllats tinguin aparences diferents a causa de la geografia, perquè ell no creia que la selecció natural en si mateixa va donar una solució satisfactòria a aquests contrastos. Encara que no van ser explícites les seves observacions que les femelles de la tribu khoisan, que tenen esteatopígia, impliquen la selecció sexual per aquesta característica. En L'origen de l'home, Darwin va veure molts trets físics, els quals van variar en parts diferents del món, com molt insignificant per la supervivencia que va concloure que les entrades de la selecció sexual van ser necessàries per explicar la seva presència. Va notar que la variació en aquests trets entre la gent diferent de diverses parts del món significava que els éssers humans escullin o seleccionin les seves parelles i que els seus criteris també haurien de ser força diferent encara que l'enfocament sigui similar, i Darwin mateix es va dubtar d'això, citant informes indicant que idea de bellesa actualment no van variar així en parts diferents del món.

## Conjectura de Geoffrey Miller
Geoffrey Miller, recolzant-se en algunes idees de Darwin més o menys ignorades sobre el comportament humà, ha conjecturat que molts comportaments humans ni s'amarren clarament als beneficis de supervivència, com humor, música, les arts visuals, algunes formes d'altruisme, creativitat verbal o el fet que la majoria d'éssers humans tenen un vocabulari més gran del necessari per a la supervivència, on els éssers humans mitjans coneixen moltes més paraules de les que siguin necessàries per a la comunicació. Miller va proposar que la redundància aparent es deu al fet que les persones fan servir vocabulari per demostrar la seva intel·ligència, i llavors també les seves aptituds, a parelles potencials. S'ha provat això com a experiment, i sembla que sí, els homes fan ús més gran de paraules inusuals quan tenen les seves ments enfocades al romanç, que suggereixi que sigui probable que s'usa vocabulari com una exhibició sexual (Rosenberg & Tunney, 2008). Tots aquests són adaptacions de festejar, i que s'han vist afavorits per la selecció sexual.
En aquell punt de vista molts artefactes humans es podria considerar subjectes a la selecció sexual com a part del fenotip estès, concepte que el biòleg evolutiu Richard Dawkins va resumir en el seu llibre de 1982 El fenotip estès, per exemple roba que augmenta trets que seleccionen sexualment. Miller critica les teories que impliquessin que la cultura humana es va aixecar per accident o com un subproducte de l'evolució humana. Creu que es va aixecar la cultura humana pel mecanisme de la selecció sexual que afavoreixi trets creatius. En almenys dues ocasions durant l'evolució humana el cervell de l'hominid es va incrementar ràpidament durant un període molt curt de temps seguit per un altre període d'estasi. El primer període de l'increment del cervell va passar fa 2,5 milions d'anys, quan Homo habilis va començar a usar indústria lítica per primera vegada. El segon període es va passar fa 500.000 anys, amb l'aparença del vell Homo sapiens. Miller sosté que l'increment ràpid en la mida dels cervells va passar per un circuit de realimentació positiva que va resultar en un model de selecció sexual runaway de Fisher que seleccionés per cervells més grans i intel·ligents. Tor Nørretranders, a The Generous Man (L'Home Generós) va conjecturar que la intel·ligència, la musicalitat, les habilitats artístiques i socials, i l'idioma mateix volucionessin com un exemple del principi de handicap, anàleg amb la cua del paó blau, l'exemple clàssic d'aquell Fisherian runaway. Una altra conjetura proposa que la intel·ligència humana sigui un indicador de salut i resistència en contra dels paràsits i patògens, els quals són dolents per les capacitats cognitives de l'ésser humà.

## Cultura
Hi ha antropòlegs que creuen que els «genitals dels homes» representen un blanc crític de la selecció sexual, per una fertilització eficaç, i pel que fa a la competència entre espermes, i així s'han desenvolupat teories per les raons que causen el fet que en més o menys el 25% de les societats es practiquen algun tipus de mutilació dels genitals dels mascles. El 2008, Charles Wilson, de la Universitat Cornell, va suggerir que en les societats on la competència entre els homes és aguda, aquesta mutilació redueixi l'amenaça de conflictes entre homes per parelles femelles, i així un home jove que accepta aquesta mutilació «guanya accés immediat a privilegis socials i sexuals que es suggereix que sobrepassin el cost de la mutilació mateixa.»
El mateix autor indica que la mutilació genital femenina potser té un paper paradoxal que és similar:
| « | Sota aquest conjectura del 'conflicte sexual', la mutilació genital d'homes té un context paral·lel a la mutilació genital femenina. Dones que experimenten la mutilació genital de dones i els qui pateixen d'infibulació o de clitoridectomia tenen seqüeles sexuals que tindrien a limitar qualsevol còpula fora de la parella, incloent restricció d'intromissió i una capacitat reduïda per sentir el plaer sexual. Aquest redueixi la incertesa paternal d'un espòs, i augmenta la confiança i la inversió que l'espòs seleccionat pugui donar-n'hi. Aquests beneficis a una dona i els seus fills semblen que sospesen els costos forts de la mutilació en si mateixa en societats amb alts nivells d'incertesa paternal. | » |